# Noorse Wikipedia
De Noorse Wikipedia (Noors: Wikipedia, den frie encyklopedi) is een uitgave in de Noorse taal van de online encyclopedie Wikipedia.
De Noorse (Bokmål) Wikipedia (taalcode no) ging op 26 november 2001 van start. Er werd op 31 juli 2004 ook een tweede versie gestart, namelijk in de tweede schrijfvariant van het Noors, het Nynorsk (taalcode nn).